# Abel Vinborg
Reinhold Abel Vinborg (i riksdagen kallad Winborg i Åna), född 17 september 1835 i Undenäs församling, Skaraborgs län, död 12 april 1914 i Mariestad (folkbokförd i Undenäs församling), var en svensk godsägare och riksdagsman i riksdagen 1875 för Vadsbo södra domsagas valkrets. Han var bror till fabriksidkaren Theodor Winborg.